# Pleurothallis crocodiliceps
Pleurothallis crocodiliceps är en orkidéart som beskrevs av Heinrich Gustav Reichenbach. Pleurothallis crocodiliceps ingår i släktet Pleurothallis och familjen orkidéer. Inga underarter finns listade i Catalogue of Life.